# Las Guáranas
Las Guáranas è un comune della Repubblica Dominicana di 13.460 abitanti, situato nella Provincia di Duarte.